# 4-Hydroxybenzoesäureisobutylester
4-Hydroxybenzoesäureisobutylester ist eine chemische Verbindung aus der Gruppe der Parabene. Es ist der Ester von Isobutylalkohol und 4-Hydroxybenzoesäure.

## Gewinnung und Darstellung
Die Verbindung kann durch Reaktion von 4-Hydroxybenzoesäure und 2-Methylpropan-1-ol gewonnen werden.

## Eigenschaften
4-Hydroxybenzoesäureisobutylester ist ein weißer Feststoff, der praktisch unlöslich in Wasser ist.

## Verwendung
4-Hydroxybenzoesäureisobutylester kann zur Synthese lipophiler Alkylparabene und als Zusatzstoff für Lebensmittel und Geschmackstoffe verwendet werden. Es wird auch häufig als Konservierungsmittel in Kosmetikprodukten verwendet. In der EU ist die Verwendung seit 2014 weder in Lebensmitteln noch in Kosmetika erlaubt. Grund ist die estrogene Wirkung.